# Семёнов, Алексей Валерьевич
Алексей Валерьевич Семёнов (род. 10 декабря 1986, Жигулёвск, Куйбышевская область) — российский хоккеист, вратарь, тренер.

## Биография
Воспитанник тольяттинской «Лады», играл в командах «Лада-2» (2003/04 — 2005/06), ЦСК ВВС Самара (2005/06), «Металлург» Серов (2006/07), «Автомобилист» Екатеринбург (2007/08 — 2008/09), «Дмитров», «Дмитров-2» (по одному матчу), «Сокол» Новочебоксарск и «Югра» Ханты-Мансийск (все — 2008/09), «Лада» (29 матчей в сезоне-2009/10 КХЛ), «Сарыарка» Караганда, Казахстан и ХК «Гомель», Беларусь (2010/11), «Саров» (2011/12), «Южный Урал» Орск и «Дизель» Пенза (2013/14), «Лада» (2014/15 — 2015/16 — 4 матча в КХЛ), «Ариада» Волжск (2014/15 — 2015/16 — три матча в ВХЛ), «Дизель» (2016/17).
В мае 2023 года стал тренером вратарей «Лады», вернувшейся в КХЛ.